# 出羽乃花國市
出羽乃花國市（1909年3月1日—1987年5月30日），本名市川國一，日本石川縣小松市出身(出生地東京都江東區)的前大相撲力士。他身高173cm，重110kg。他所屬的部屋為出羽海部屋。
他最高位置是東前頭筆頭，引退後於1968年-1974年出任日本相撲協會理事長，不同於他的前輩，他擁有商業教育背景。
他死後被追授正五位勲三等瑞寶章。